# Ricardo Kishna
Ricardo Kishna (Haia, 4 de janeiro de 1995) é um futebolista profissional neerlandês que atua como meia-atacante.

## Carreira
Ricardo Kishna começou a carreira no Lille.